# Manoir Spiridonov
 (novembre 2024).
Le manoir Spiridonov est un bâtiment éclectique situé à Saint-Pétersbourg. Il a été construit en 1895-1896 pour le conseiller collégial Nikolai Spiridonov. Depuis 1965, le palais d'enregistrement cérémoniel des naissances « Malyutka » se trouve ici.

## Histoire
En 1894, le terrain est acheté par le conseiller du collège Nikolai Spiridonov. Dans ce quartier déjà assez prestigieux de Saint-Pétersbourg à cette époque, le nouveau propriétaire souhaitait avoir un manoir aristocratique qui ne se démarquerait pas des maisons voisines. Le manoir a été construit en 1895-1896.
Les salons avec la salle de bal au centre sont situés autour du volume de l'escalier principal. Au deuxième étage se trouve une enfilade traditionnelle de pièces. Leur conception utilise des éléments décoratifs des principaux styles historiques : Renaissance luxueuse, grand classicisme, rococo élégant et style mauresque pittoresque. Les finitions en marbre, les parquets marquetés, les peintures, les miroirs, les carrelages et les riches modelages sont hautement décoratifs. Le bâtiment conserve de luxueux vitraux de la fin du XIXe siècle, réalisés dans le style néo-Renaissance.

## Après la révolution

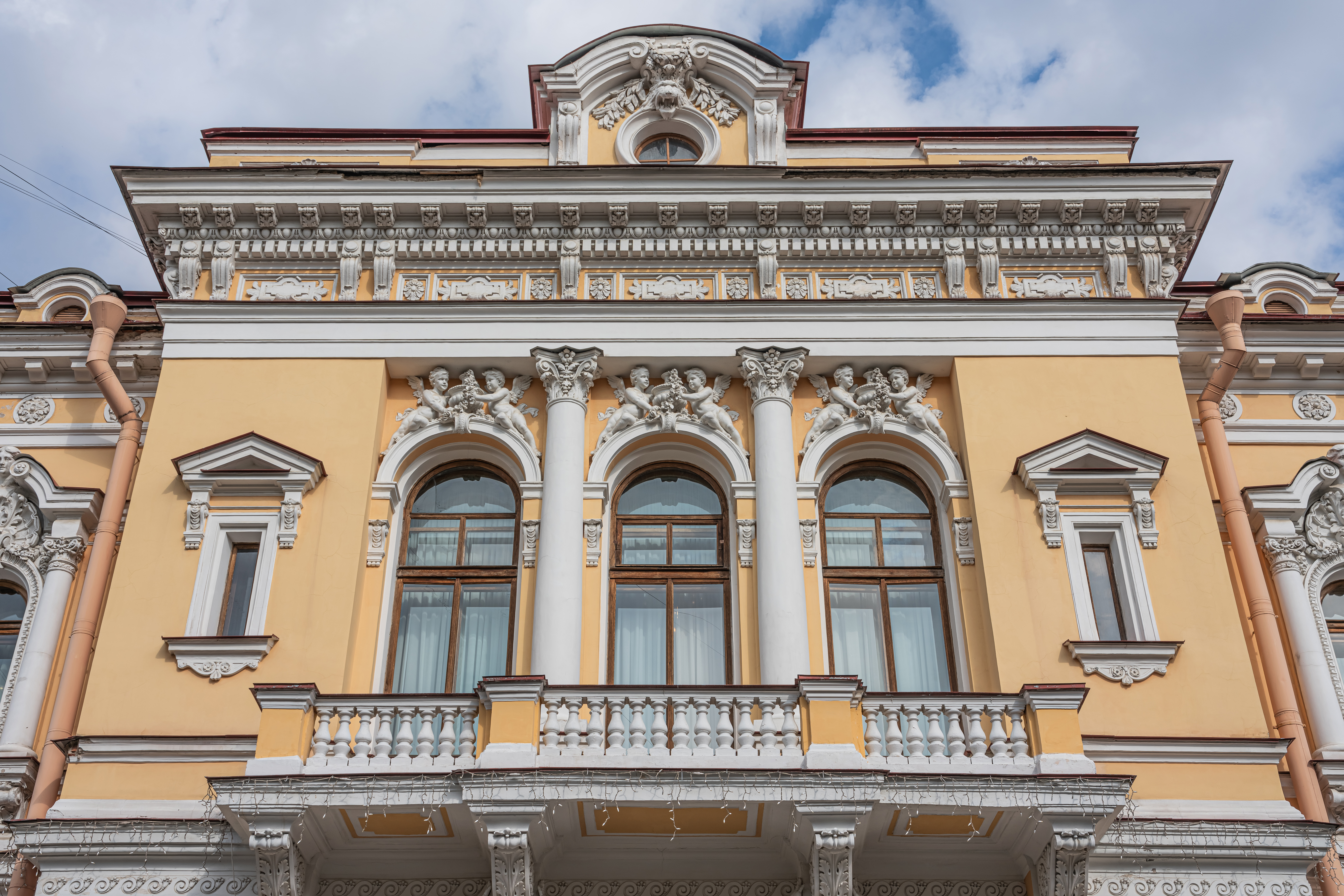
Détail de la façade

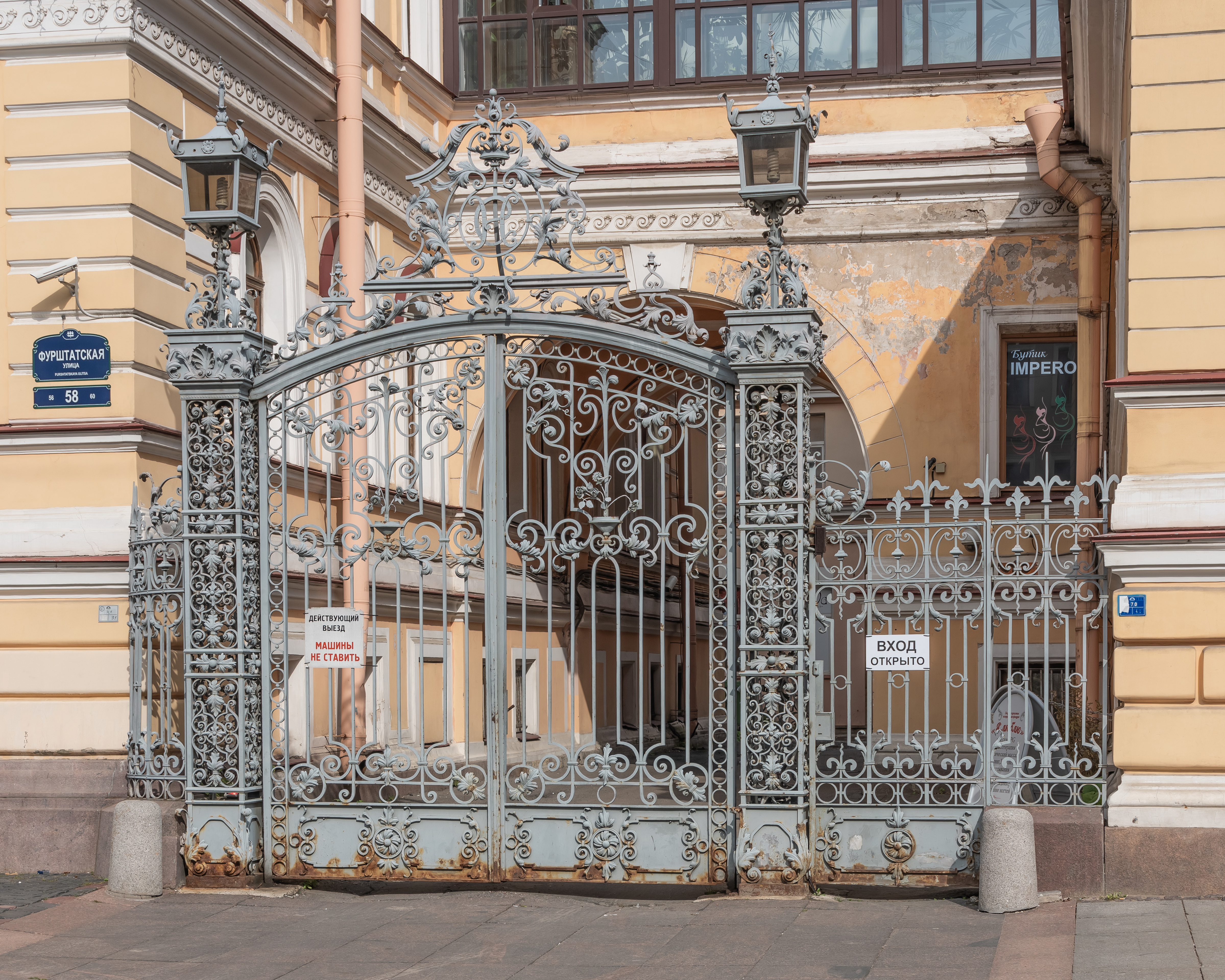
Portail

La famille Spiridonov possédait la maison jusqu'en 1916. Immédiatement après la Révolution d'Octobre, elle fut nationalisée et un orphelinat y fut installé. Depuis les années 1920 et jusqu'à la guerre, un institut de formation de prothésistes dentaires s'y trouvait et, en 1956-1965, la branche de Léningrad de la Société panrusse pour les relations culturelles avec les pays étrangers y était installée.
Le 5 novembre 1965, un service spécial de l'état civil de Léningrad a été ouvert dans le bâtiment destiné à la tenue des cérémonies d'enregistrement solennel des naissances - le palais Malyutka. Le palais Malyutka, unique institution de ce type en Russie, est devenu un centre méthodologique non seulement pour les services de l'état civil de Saint-Pétersbourg, mais également pour l'ensemble du pays. Une école spéciale de conduite de cérémonies s'est développée ici ; en 1988, le cinq millionième habitant de Leningrad, Pavel Rusakov, a été inscrit au palais.
Le Palais accueille des soirées de musique classique, de petites fêtes d'enfants et des spectacles. Le 1er juin, des événements festifs dédiés à la Journée internationale de l'enfance ont lieu chaque année.

## Liens
- "Architecte Alexandre Pomerantsev", un film sur la construction du manoir de Spiridonov de la série "Beauté, Ville de Pierre!"